# Matic Skube
Matic Skube, né le 23 février 1988 à Kranj, est un skieur alpin slovène, spécialiste du slalom.

## Biographie
Il a été champion du monde junior du slalom en 2007, devant Marcel Hirscher et a participé aux Jeux olympiques d'hiver de 2010.
Il débute en Coupe du monde en novembre 2006 et obtient son meilleur résultat en 2010 en se classant douzième du slalom d'Adelboden. Il participe ensuite aux Championnats du monde de Garmisch-Partenkirchen, où il est 26e du slalom géant.
En 2016, il annonce qu'il ne poursuit pas sa carrière avec l'équipe nationale.

## Palmarès

### Jeux olympiques d'hiver
Il n'a pas terminé le slalom des Jeux olympiques de 2010 à Vancouver.

### Championnats du monde
| Épreuve / Édition | Garmisch-Partenkirchen 2011 | Schladming 2013 | Vail - Beaver Creek 2015 |
| Slalom            | Abandon                     | 25e             | 20e                      |
| Slalom géant      | 26e                         | -               | -                        |

### Coupe du monde
- Meilleur classement général : 107e en 2011.
- Meilleur résultat : 12e.

#### Classements
| Saison | Général | Slalom | Slalom géant | Super G | Descente | Combiné |
| ------ | ------- | ------ | ------------ | ------- | -------- | ------- |
| 2010   | 138e    | 55e    | —            | —       | —        | —       |
| 2011   | 107e    | 39e    | —            | —       | —        | —       |
| 2012   | 131e    | 49e    | —            | —       | —        | —       |
| 2015   | 142e    | 54e    | —            | —       | —        | —       |
| 2016   | 127e    | 42e    | —            | —       | —        | —       |

### Championnats du monde junior
- Altenmarkt-Zauchensee 2007 :
  -  Médaille d'or en slalom.

### Championnats de Slovénie
- Champion en slalom : 2008, 2010, 2011, 2012 et 2015.